# Багарякский район
Багарякский район — административно-территориальная единица в составе Уральской, Свердловской и Челябинской областей РСФСР, существовавшая в 1924—1959 годах. Центр — село Багаряк.
Багарякский район был образован в 1924 году в составе Шадринского округа Уральской области. В его состав вошли Багарякская, Огневская, Тиминская, Юго-Коневская и Юшковская волости Екатеринбургского уезда Екатеринбургской губернии.
С 1930 года после упразднения округов входил непосредственно в Уральскую область.
С 17 января до 10 мая 1934 года входил в Свердловскую область.
В 1945 году включал сельсоветы Багарякский, Боевский, Зотинский, Кабанский, Клепаловский, Кривошеинский, Ларинский, Огневский, Полдневский, Пьянковский, Слободчиховский, Стариковский, Тиминовский, Усть-Карабольский, Шаблишский, Шабуровский, Юго-Коневский и Юшковский.
15 октября 1959 года Багарякский район был упразднён. При этом Багарякский, Ларинский и Огневский сельсоветы были переданы в Каслинский, а Усть-Багарякский сельсовет — в Кунашакский район.